# 関根文之助

関根文之助

関根 文之助（せきね ぶんのすけ、1912年〈大正元年〉9月28日 - 1994年〈平成6年〉1月16日）は、日本の宗教学者、評論家、翻訳家、放送作家。キリスト教徒。

## 略歴
1912年（大正元年）9月28日、東京府東京市京橋区入船町（現・東京都中央区入船）に関根文治郎の次男として生まれる。日本学園卒、1934年（昭和9年）國學院大學文学部国文学科卒。麹町小学校、明治学院教諭を経て1947年（昭和22年）基督教教育同盟会主事。東洋英和女学院短期大学教授、聖書改訳委員を経て1961年（昭和36年）「日本精神史における一問題」で文学博士号を取得。
1965年（昭和40年）に共愛学園長となり、のち名誉学園長。1973年（昭和48年）に高千穂商科大学教授となり、図書館長、学長を歴任し、同大名誉教授。ほかに日本芸術学園理事長、梅光女学院大学客員教授、大邱大学校教授などを務めた。
1985年（昭和60年）勲三等瑞宝章受勲。
1994年（平成6年）1月16日死去。
放送作家としての一面もあり、日本放送作家協会員。テレビ作品に「15日早いクリスマス」、ラジオ作品に「光に生きた人びと」などがある。 
妻は沖野岩三郎の養女、長男は小学館取締役を勤めた関根進。 

## 著書
- 『山室軍平先生』救世軍出版及供給部・アルパ社書店 1931
- 『偉人ブース傳』教文館出版部 1932
- 『日日の偉人 一日一人』厚生閣 1933
- 『シヤロンの野花 聖書對話劇集』教文館 1934
- 『平民使徒山室軍平』不二屋書房 1935
- 『兒童説教一年 要旨解説』日曜世界社 1936
- 『神ながらの道と基督教』不二屋書房 1938
- 『大東亞戰爭宣戰の大詔謹解』起山房 1942
- 『聲なき凱歌 基督者軍人殉國物語』 1943
- 『日本精神史要』教文館 1944
- 『ヘボン博士 日本文明の父』香柏書房・教文館(発賣) 1949
- 『希望の生活 児童説教集』内外文化社・科学技術社(発売) 1950
- 『聖書の読み方』創元文庫 1952、角川文庫 1954
- 『いのちの流れ 随想集』聖燈社 1953
- 『ウイリアム・ブース』日本基督教協議会文書事業部編 創元社 信仰偉人傳双書　1953
- 『キリスト教と諸宗教』創元社 キリスト教叢書　1953
- 『あけぼのの翼をかりて 随筆集』聖ミカエル出版社 1954
- 『河井道の生涯』新教出版社 1954
- 『聖書読本』修道社 1955
- 『ダニエル物語』新教出版社 聖書少年文庫　1956
- 『宿命と戦った人 ある宗教作家のことども』聖山堂 1959
- 『心の旅路 中・高生のキリスト教文学読本』新教出版社 つのぶえ文庫　1959
- 『日本精神史とキリスト教』創元社 1962
- 『聖書のことば 一日一言』 講談社現代新書 1965
- 『聖書名言集』ポプラ社 世界名言集　1968
- 『子どもの個性をのばす急所 新しい家庭の教育を考える』青い鳥社 1971
- 『国語表現法 理論と実際』建帛社 1973
- 『イエスの言葉 日本人の聖書』旺文社 1976
- 『日本人の精神史と宗教』川島書店 1978
- 『キリストが来た 日本でイエスは何を見たか?』太陽書林/みずうみ書房 (発売) 1979
- 『大学生のための50章 学生時代を充実させるものの見方考え方』実務教育出版 1981
- 『聖書のことばと日本語』福永書店 1982
- 『大学生のための人生論 ほんとうの自分をどう生かすか』実務教育出版 1982
- 『名言聖書物語』立風書房 1982
- 『神聖日本史 古典のよみかた』丘書房 1983
- 『両親教育のすすめ』日本教文社 1984
- 『日本人と八百万神 「やまとごころ」と外来思想』広池学園出版部 1986
- 『僕は適齢期 老後の生き方50章』人と文化社 1986
- 『古事記の民と聖書の民』人と文化社 1989

### 共著編
- 『旧約の宗教』浅野順一共著 基督教教育同盟會編 創元社 1949
- 『キリスト教学校略史 日本プロテスタント』編 基督教教育同盟会 1953
- 『聖書図説』編 新元社 1957
- 『聖書図説 目で見る聖書』編 創元社 1957
- 『キリスト教用語辞典』編 新元社 1958
- 『はろかなる道 婦人のための短歌鑑賞』編 大阪キリスト教書店 1964
- 『小学館現代用語辞典』編 1985
- 『小学館現代用語表記辞典』編 1992
- 『ポケットプログレッシブ現代用語表記辞典』編 小学館 1999

### 翻訳
- ヴァン・ダイク『アルタバン物語』同和春秋社 少年少女世界名作文庫　1951
- ヴァン・ダイク『光をもとめて』同和春秋社 世界少年少女名作選集　1954
- 『ギリシア・ローマ神話』訳 小学館 少年少女世界名作文学全集　1963
- 『聖書ものがたり 西洋古典』編著 ポプラ社 世界名作童話全集　1964
- ジョン・バニヤン『天路歴程 光を求める心の旅路』小学館 1981

### 記念論文集
- 『教育と福祉 文学博士関根文之助教授還暦記念論文集』アジア福祉研究所編集 栄光 1975

## 論文
- 関根文之助 - CiNii Research